# Chlorure de tantale(V)
Le chlorure de tantale(V), ou pentachlorure de tantale, est un composé chimique de formule TaCl5. Il se présente sous la forme d'un solide jaune cristallisé à l'odeur piquante ou d'une poudre blanche. Il est purifié par sublimation pour donner des aiguilles blanches. Il est couramment utilisé comme précurseur pour la chimie du tantale. Il s'hydrolyse facilement pour donner de l'oxychlorure de tantale(V) TaOCl3 puis de l'oxyde de tantale(V) Ta2O5 ce qui implique de le manipuler constamment sous atmosphère rigoureusement anhydre.

## Structure et propriétés physiques
Le chlorure de tantale(V) cristallise sous forme dimère Ta2Cl10 dans le groupe d'espace monoclinique C2/m. Les dix atomes de chlore forment un couple d'octaèdres partageant une arête commune tandis que les atomes de tantale occupent les centres des deux octaèdres et sont liés par deux ligands pontants. Le dimère se retrouve en solution dans les solvants apolaires et, dans une large mesure, également à l'état fondu. Le chlorure de tantale(V) gazeux est cependant constitué de monomères TaCl5 dont la géométrie est trigonale bipyramidale, comme celle du pentachlorure de phosphore PCl5.
Le chlorure de tantale(V) est faiblement soluble dans certains solvants organiques, avec une solubilité croissante pour les solvants suivants : benzène C6H6 < toluène (méthylbenzène C7H8) < méta-xylène (1,3-diméthylbenzène C8H10) < mésitylène (1,3,5-triméthylbenzène C9H12) ; cet effet est visible par la couleur des solutions correspondantes, qui va du jaune pâle dans le benzène à l'orange dans le mésitylène. Le TaCl5 est davantage soluble dans les solvants aromatiques que dans le cyclohexane C6H12 et le tétrachlorure de carbone CCl4. Ces solutions sont également connues pour être de mauvais conducteurs d'électricité, ce qui indique leur faible ionisation.

## Production
Le chlorure de tantale(V) peut être préparé en faisant réagir du tantale métallique pulvérulent avec du chlore Cl2 gazeux dans une échelle de températures de 170 à 250 °C ou avec du chlorure d'hydrogène HCl à 400 °C :
2 Ta + 5 Cl2 → 2 TaCl5,
2 Ta + 10 HCl → 2 TaCl5 + 5 H2.
Il peut également être préparé en faisant réagir de l'oxyde de tantale(V) Ta2O5 avec du chlorure de thionyle SOCl2 à 240 °C :
Ta2O2 + 5 SOCl2 → 2 TaCl5 + 5 SO2.
Le chlorure de tantale(V) est disponible dans le commerce mais de tels échantillons sont susceptibles d'être contaminés par de l'oxychlorure de tantale(V) TaOCl3 formé par hydrolyse sous l'effet de traces d'humidité résiduelles.

## Propriétés chimiques
Le chlorure de tantale(V) est électrophile et se comporte comme un catalyseur de type Friedel-Crafts semblable au chlorure d'aluminium AlCl3. Il forme des adduits avec un grand nombre de bases de Lewis.

### Adduits simples
TaCl5 forme des complexes stables avec des éthers :
TaCl5 + R2O → TaCl5(OR2) (R = Me, Et).
TaCl5 réagit également avec le pentachlorure de phosphore PCl5 et l'oxychlorure de phosphore OPCl3, le premier agissant comme donneur de chlorure et le second comme ligand avec une liaison via un atome d'oxygène :
TaCl5 + PCl5 → [PCl4+][TaCl6−],
TaCl5 + OPCl3 → [TaCl5(OPCl3)].
TaCl5 réagit également avec les amines tertiaires pour donner des adduits cristallisés :
TaCl5 + 2 R3N → [TaCl5(NR3)].

### Réactions de déplacement de chlorure
Le chlorure de tantale(V) réagit à la température ambiante avec un excès d'oxyde de triphénylphosphine pour donner des oxychlorures :
TaCl5 + 3 OPPh3 → [TaOCl3(OP(C6H5)3]x ...
La formation initiale de produits d'addition entre TaCl5 et des composés hydroxylés tels que les alcools, les phénols et les acides carboxyliques est immédiatement suivie de l'élimination de chlorure d'hydrogène HCl et la formation de liaisons Ta–O :
TaCl5 + 3 EtOH → TaCl2(OEt)3 + 3 HCl.
En présence d'ammoniac comme un accepteur d'HCl, les cinq ligands chlorure sont déplacés avec formation de Ta(OEt)5. De même, TaCl5 réagit avec le méthanolate de lithium LiOCH3 dans du méthanol HOCH3 anhydre pour former des méthanolates dérivés :
TaCl5 + 4 LiOMe → Ta(OMe)4Cl + 4 LiCl.

### Ammonolyse, alcoolyse et réactions apparentées
L'ammoniac déplace la plupart des ligands du TaCl5 pour former un cluster. Le chlorure est déplacé plus lentement par les amines primaires et les amines secondaires mais le remplacement des cinq chlorures par cinq groupes amido a été obtenu à l'aide de dialkyamides de lithium :
TaCl5 + 5 LiNR2 → Ta(NR2)5
Avec les alcools, TaCl5 réagit en donnant des alcoolates. Comme illustré par la préparation de l'éthanolate de tantale(V) Ta2(OEt)10, ces réactions sont souvent conduites en présence d'une base :
10 EtOH + Ta2Cl10 + 10 NH3 → Ta2(OEt)10 + 10 NH4Cl.
Le chlorure de tantale(V) est réduit par des hétérocycles azotés tels que la pyridine.